# His Social Rise
Pour plus de détails, voir Fiche technique et Distribution.
His Social Rise est un film américain réalisé par Reggie Morris, sorti en 1917.

## Fiche technique
- Titre original : His Social Rise
- Réalisation : Reggie Morris
- Production : Mack Sennett
- Société de production : Keystone
- Société de distribution : Keystone
- Pays d'origine :  États-Unis
- Langue originale : anglais
- Format : noir et blanc — 35 mm — 1,37:1 — Film muet
- Genre : Comédie
- Durée : une bobine
- Dates de sortie :
  - États-Unis : 27 mai 1917
- Licence : Domaine public

## Distribution
- Reggie Morris : le mari
- Cecile Arnold : la femme
- Raymond Griffith : le majordome au chômage
- Marianne De La Torre : la bonne
- James Rowe : l'oncle
- Alice Davenport : le cuisinier